# 自由運動 (リトアニア)
自由運動（リトアニア語: Liberalų sąjūdis、略称: LS）は、リトアニアの保守自由主義政党。リベラル・ムーブメントとも訳される。2022年までの名称は、リトアニア共和国自由運動（Lietuvos Respublikos liberalų sąjūdis、略称: LRLS）。
設立は2006年。2023年現在の党首はヴィクトリヤ・チミリーテ＝ニルスン。欧州自由民主改革党や欧州自由民主同盟にも参加している。党のテーマカラーはオレンジ。

## 沿革
2005年に自由中道連合党首のアルトゥーラス・ズオカスに汚職疑惑が持ち上がり、同党内の反ズオカス派メンバーが離党。彼らによって2006年に設立された。設立当初の党名は、リトアニア共和国自由運動（Lietuvos Respublikos liberalų sąjūdis、略称: LRLS）。
2008年リトアニア議会選挙が党にとって初めての選挙となった。比例での得票率は5.7%で、比例で5議席、小選挙区で6議席の計11議席を獲得した。その後、祖国連合、国民復興党、自由中道連合との連立政権に参加し、エリギユス・マシュリス党首（運輸通信相）、ギンタラス・ステポナヴィチュス（教育科学相）、レミギユス・シマシュス（法相）の3人が入閣した。
2012年リトアニア議会選挙では、比例で7議席、小選挙区で3議席の計10議席を獲得。選挙後、リトアニア社会民主党 (LSDP) を中心とする中道左派連立政権が発足し、自由運動は下野した。
2016年リトアニア議会選挙では、比例で8議席、小選挙区で6議席の計14議席を獲得。選挙後、自由運動は野党にとどまった。
2020年リトアニア議会選挙では、比例で6議席、小選挙区で7議席の計13議席を獲得。選挙後、祖国連合および自由党との連立内閣に参加し、シモナス・カイリース（文化相）およびシモナス・ゲントヴィラス（環境相）がそれぞれ入閣した。また、ヴィクトリヤ・チミリーテ＝ニルスン党首が国会議長に就任した。
2022年5月、党名から「リトアニア共和国」を削除し、自由運動（Liberalų sąjūdis、略称: LS）を正式名称とすることを決定。合わせて党のロゴも刷新した。